# الیزابت سیدل
الیزابت سیدل (انگلیسی: Elizabeth Siddal; ‏۲۵ ژوئیهٔ ۱۸۲۹ – ۱۱ فوریهٔ ۱۸۶۲) هنرمند، شاعر، مدل اهل بریتانیا بود. سیدل توسط هنرمندان انجمن برادری پیشارافائلی ، از جمله والتر دوورل ، ویلیام هولمن هانت ، جان اورت میلیس (از جمله تابلوی برجسته اوفلیا در سال 1852) و به ویژه توسط همسرش، دانته گابریل روستی ، به طور گسترده نقاشی و کشیده شد.

## زندگی‌نامه
وی در ۲۵ ژوئیهٔ ۱۸۲۹ در هوبرن به دنیا آمد و در ۱۱ فوریهٔ ۱۸۶۲ در سن ۳۲ سالگی در لندن درگذشت.

#### اوایل زندگی
الیزابت النور سیدال، در 25 ژوئیه 1829،  در خانه خانوادگی در خیابان چارلز 7، هاتون گاردن متولد شد و نام مادرش برای او انتخاب شد  والدین او چارلز کروک سیدال و الیزابت النور ایوانز از خانواده ای انگلیسی و ولزی تبار بودند.  او دو خواهر و برادر بزرگتر به نام های آن و چارلز رابرت داشت. در زمان تولد، پدرش کارد و چنگال سازی داشت. 

#### مدل انجمن برادری پیشارافائلی
در سال 1849، در حالی که سیدل در یک کارخانه تولیدی در کوچه کرنبورن ، لندن کار می کرد، با والتر دورل آشنا شد. روایت های متفاوتی در مورد این ملاقات ها بیان شده است: در یک روایت، ویلیام آلینگهام هنگامی که برای دیدار همکارش آمد متوجه او شد ،  سپس او را به دوستش دورل به عنوان مدل برای یک نقاشی رنگ روغن بزرگ بر اساس نمایشنامه شکسپیر شب دوازدهم، توصیه کرد.  حکایت دیگری حاکی از آن است که هنگامیکه دوورل مادرش را تا میلینری همراهی می‌کرد،  متوجه سیدال در پشت مغازه شد.  در هر صورت، دورل بعداً سیدل را چنین توصیف کرد: "بسیار قد بلند، با هیکلی دوست‌داشتنی، و چهره‌ای از ظریف‌ترین و کامل‌ترین مدلینگ... او چشم‌های خاکستری دارد، و موهایش مانند مس خیره‌کننده و درخشنده است. پس از آن دوورل، سیدل را به عنوان مدل به کار گرفت و او را به پیشارافائلیت ها معرفی کرد. 

#### رابطه با روزتی
دانته گابریل روزتی در سال ۱۸۴۹ با سیدال اشنا شد. روزتی او را "لیزی" خطاب می کرد و در سال ۱۸۵۱ به الهه ی الهام روزتی تبديل شد تا آنجا که روزتی فقط از او به عنوان مدل استفاده می کرد و مانع از آن می شد که مدل سایر نقاش ها شود. آن دو در سال ۱۸۵۲ رابطه ی عاشقانه ای را آغاز کردند و هشت سال بعد در سال ۱۸۶۰ با هم ازدواج کردند. 

#### بیماری و وفات
سیدال در ۱۱ فوريه سال ۱۸۶۲ به خاطر ابتلا به بیماری سل درگذشت. 